# Kalmar stad
Kalmar stad var en stad och kommun i Kalmar län. 

## Administrativ historik
Staden har växt upp invid Kalmar slott, vars äldsta del rests under 1100-talet. Flera forskare har tolkat Kalmar som en senast år 1200 planmässigt anlagd stad och vid mitten av 1200-talet var Kalmar en av Sveriges viktigaste städer.
Staden blev en egen kommun, enligt Förordning om kommunalstyrelse i stad (SFS 1862:14) från och med den 1 januari 1863, då Sveriges kommunsystem infördes. Staden inkorporerade 1925 Kalmar landskommun och 1965 Dörby landskommun. 1971 uppgick staden i Kalmar kommun.
Kalmar stad hade egen jurisdiktion med en rådhusrätt, vilken 1971 ombildades till Kalmar tingsrätt.
Kalmar stadsförsamling sammanslogs 1925 med Kalmar landsförsamling och bildade Kalmar församling.

### Sockenkod
För registrerade fornfynd med mera så återfinns staden inom ett område definierat av sockenkod 0826 som motsvarar den omfattning staden hade kring 1950, vilket innebär koden även används för Kalmar socken.

## Stadsvapnet
Blasonering: I fält av silver ett krenelerat rött borgtorn med port och fönster av guld, uppskjutande från en av vågskura bildad, blå stam och på sidor åtföljt av en sexuddig, röd stjärna.
Vapnet fastställdes 1947. Vågorna och tornet kommer från Kalmars stadssigill, det äldsta i Norden. Stjärnorna kom till senare, men skiljer bilden från andra liknande. Efter kommunbildningen registrerades vapnet i PRV år 1974.

## Geografi
Kalmar stad omfattade den 1 januari 1952 en areal av 24,53 km², varav 24,47 km² land.

### Tätorter i staden 1960
I Kalmar stad fanns tätorten Kalmar, som hade 30 515 invånare den 1 november 1960. Tätortsgraden i staden var då 99,1 procent.

## Politik

### Mandatfördelning i valen 1919–1966
| 12 | 6 | 18 |

| 32 |

| 11 | 4 | 21 |

| 31 | 5 |

| 14 | 3 | 19 |

| 32 |

| 15 | 3 | 18 |

| 35 |

| 18 | 3 | 15 |

| 33 |

| 19 |  | 16 |

| 35 |

| 23 | 2 | 11 |

| 33 |

| 2 | 19 | 2 | 13 |

| 32 |

| 4 | 21 | 4 | 13 |

| 38 |

| 24 | 8 | 10 |

| 36 | 6 |

|  | 22 | 7 | 12 |

| 37 |

|  | 22 |  | 5 | 13 |

| 37 |

|  | 24 | 2 | 6 | 9 |

| 37 |

|  | 26 | 3 | 7 |  | 11 |

| 45 |

| 3 | 23 | 3 | 9 |  | 11 |

| 45 |